# 21 Gramas
21 Grams (bra/prt: 21 Gramas) é um filme estadunidense de 2003, dos gêneros drama, policial e suspense, dirigido por Alejandro González Iñárritu, com roteiro de Guillermo Arriaga.

## Sinopse
O filme conta a história de três pessoas cujas vidas acabam se entrelaçando após um trágico acidente: um professor que sofre de doença terminal, um religioso que já foi presidiário e uma ex-viciada em drogas que cria seu filho sozinha.

## Prêmios e indicações
| Prêmio      | Categoria               | Recipiente        | Resultado |
| ----------- | ----------------------- | ----------------- | --------- |
| Oscar 2004  | Melhor atriz            | Naomi Watts       | Indicado  |
| Oscar 2004  | Melhor ator coadjuvante | Benicio Del Toro  | Indicado  |
| 'BAFTA 2004 | Melhor ator             | Benicio Del Toro  | Indicado  |
| 'BAFTA 2004 | Melhor ator             | Sean Penn         | Indicado  |
| 'BAFTA 2004 | Melhor atriz            | Naomi Watts       | Indicado  |
| 'BAFTA 2004 | Melhor montagem         | Stephen Mirrione  | Indicado  |
| 'BAFTA 2004 | Melhor roteiro original | Guillermo Arriaga | Indicado  |

## Elenco
| Ator                 | Papel           |
| -------------------- | --------------- |
| Sean Penn            | Paul Rivers     |
| Benicio Del Toro     | Jack Jordan     |
| Naomi Watts          | Christina Peck  |
| Danny Huston         | Michael         |
| Marc Musso           | Freddy          |
| Teresa Delgado       | Gina            |
| Stephen Bridgewater  | Austin Donneaud |
| Carlo Alban          | Lucio           |
| Catherine Dent       | Anna            |
| David Chattam        |                 |
| Charlotte Gainsbourg | Mary Rivers     |